# Anaplecta fulva
Anaplecta fulva är en kackerlacksart som beskrevs av Brunner von Wattenwyl 1893. Anaplecta fulva ingår i släktet Anaplecta och familjen småkackerlackor. Inga underarter finns listade i Catalogue of Life.